# Barranca multiflagellata
Barranca multiflagellata, polukopnena vrsta zelenih algi otkrivena 2015. godine na Kanarima u vulkanskom kanjonu Barranco de Gallegos na otoku La Palma, gdje je kontinuirano izložena promjenjivim vremenskim uvjetima (poplave naspram suša)
Smještena je u porodicu Barrancaceae, dio reda Chaetophorales. 